# 上村里子
上村 里子（かみむら さとこ、1975年4月16日 - 2013年9月11日）は、日本の女子プロボクサー。JWBC時代はフィオーレジムに所属し、JBC女子公認後に山木ジム（現山木ボクシングジム）に移籍した。宮崎県三股町出身。

## 来歴
OLとして働きながらキックボクシングを続け、1996年7月に中沢夏美にKO負けを喫するまで無敗であった。
しかし、足の怪我のためボクシングに転向。
2003年8月、フィオーレジム所属選手としてJWBCのプロボクサーライセンスを取得し、フィオーレジムとフリーインストラクターとしての正式契約も交わした。
2003年11月30日、後のWBO女子世界アトム級王者池山直とデビュー戦を行い、0-3の判定負けを喫しデビュー戦を白星で飾れなかった。
2004年10月29日、中国瀋陽で、この試合がデビュー戦となる後のWBC女子世界ライトフライ級王者崔恩順と対戦し、0-3の判定負けを喫した。
2005年4月、早稲田大学人間科学部健康福祉学科に入学
2005年6月12日、林一実と対戦し、2-0の判定勝ちを収め再起を果たした。
2006年5月20日、韓国全羅北道井邑市で孫抄弄の持つIFBA世界ミニマム級王座に挑戦したが、0-3の判定負けを喫し王座獲得に失敗した。
2007年6月24日、新宿FACEで猪崎かずみの持つ日本フライ級王座に挑戦したが、0-3の判定負けを喫し王座獲得に失敗した。
2007年7月、勤務先の楽天KCの地方統合により退職した。
2008年1月17日、JBCの女子解禁と山木ジムのJPBA加盟によりJWBCが発展的解消という形で解散した為、非加盟ジムのフィオーレから山木に移籍した。
2008年3月4日、JBCプロテストに合格し、B級ライセンスを取得した。
2008年4月、九州保健福祉大学総合医療専門学校鍼灸学科に入学。
2008年4月20日、地元の宮崎県体育館での湯場忠志の日本ウェルター級タイトルマッチにてエキシビションを行った。
2008年6月1日、JBCライセンス取得後初の試合として韓国京畿道加平郡で許恩栄とWBC女子ミニマム級暫定王座決定戦を行い、0-3の判定負けを喫し王座獲得に失敗した。
2008年8月12日、JBC初の国内戦として後楽園ホールで猪崎かずみとノンタイトル6回戦を行い、0-3の判定負けを喫し再起に失敗した。
2008年11月23日、坂出サティホールで池山直とノンタイトル6回戦を行い、許戦から3連敗となる0-3の判定負けを喫し再起に失敗した。
2009年2月26日、後楽園ホールで元JWBC日本フェザー級王者菊川未紀とノンタイトル6回戦を行い、許戦から4連敗となる0-3の判定負けを喫し再起に失敗した。
2009年11月22日、名古屋国際会議場で菊川未紀とノンタイトル6回戦を行い、2-1の判定勝ちを収めJBC初勝利。
2010年1月29日、韓国京畿道安城市の斗源工科大学安城キャンパスで金丹菲が持つIFBA世界ミニマム級王座に挑戦したが、0-3の判定負けを喫し王座獲得に失敗した。
2010年5月1日、韓国忠清南道牙山市の牙山市民体育館で朴智賢が持つIFBA世界ストロー級王座に挑戦をしたが0-3の判定負けを喫し王座獲得に失敗した。これが上村にとって最後の試合となった。
体調不良の為試合から遠ざかり、2012年、JBCボクサーライセンスが失効した。
ライセンス失効後も再交付を目指しボクシングインストラクターなどの傍らトレーニングを続けていたが、2013年9月11日、事故により38歳で死去した。

## 戦績
- プロボクシング:19戦 6勝 13敗

| 戦           | 日付           | 勝敗 | 時間    | 内容    | 対戦相手                         | 国籍   | 備考                                 |
| ------------ | -------------- | ---- | ------- | ------- | -------------------------------- | ------ | ------------------------------------ |
| 1            | 2003年11月30日 | 敗北 | 4R      | 判定0-3 | 池山直(フジワラ)                 | 日本   | プロデビュー戦                       |
| 2            | 2004年2月22日  | 敗北 | 4R      | 判定0-2 | 菊地奈々子(代々木BS)             | 日本   |                                      |
| 3            | 2004年4月4日   | 勝利 | 4R      | 判定3-0 | 山田香子(MUSTANG)                | 日本   | 日本ミニフライ級トーナメント1回戦    |
| 4            | 2004年5月23日  | 勝利 | 4R      | 判定3-0 | 櫻田由樹(Fギャラクシー)          | 日本   |                                      |
| 5            | 2004年7月18日  | 敗北 | 4R      | 判定0-2 | 渡辺まりか(F.I-TEN)              | 日本   | 日本ミニフライ級トーナメント準決勝戦 |
| 6            | 2004年10月29日 | 敗北 | 8R      | 判定1-2 | 崔恩順                           | 北朝鮮 |                                      |
| 7            | 2005年6月12日  | 勝利 | 4R      | 判定2-0 | 林一実(B.I.T.)                   | 日本   |                                      |
| 8            | 2005年11月12日 | 勝利 | 8R      | 判定2-1 | 全英貞                           | 韓国   | IFBA世界ミニマム級王座査定試合       |
| 9            | 2006年5月20日  | 敗北 | 10R     | 判定0-2 | 孫抄弄                           | 韓国   | IFBA世界ミニマム級タイトルマッチ     |
| 10           | 2006年10月29日 | 勝利 | 4R      | 判定2-0 | ジェット・イズミ(クロスポイント) | 日本   |                                      |
| 11           | 2007年6月24日  | 敗北 | 8R      | 判定0-3 | 猪崎かずみ(鴨居)                 | 日本   | 日本フライ級タイトルマッチ           |
| 12           | 2007年11月10日 | 敗北 | 2R 1:58 | TKO     | 渡辺まりか(F.I-TEN)              | 日本   |                                      |
| 13           | 2008年6月1日   | 敗北 | 10R     | 判定0-3 | 許恩栄                           | 韓国   | WBC女子ミニマム級暫定王座決定戦      |
| 14           | 2008年8月12日  | 敗北 | 6R      | 判定0-3 | 猪崎かずみ(花形)                 | 日本   |                                      |
| 15           | 2008年11月23日 | 敗北 | 6R      | 判定0-3 | 池山直(中外)                     | 日本   |                                      |
| 16           | 2009年2月26日  | 敗北 | 6R      | 判定0-3 | 菊川未紀(東海)                   | 日本   |                                      |
| 17           | 2009年11月22日 | 勝利 | 6R      | 判定2-1 | 菊川未紀(東海)                   | 日本   |                                      |
| 18           | 2010年1月29日  | 敗北 | 10R     | 判定1-2 | 金丹菲                           | 韓国   | IFBA世界ミニマム級タイトルマッチ     |
| 19           | 2010年5月1日   | 敗北 | 10R     | 判定0-3 | 朴智賢                           | 韓国   | IFBA世界ストロー級タイトルマッチ     |
| テンプレート |                |      |         |         |                                  |        |                                      |